# David Ekholm
Karl David Ekholm (Hagfors, 16 gennaio 1979) è un ex biatleta svedese.
È marito di Helena, a sua volta biatleta di alto livello.

## Biografia
Nato a Ekshärad di Hagfors, in Coppa del Mondo esordì il 21 marzo 2002 a Oslo Holmenkollen (75°) e ottenne la prima vittoria, nonché primo podio, il 6 gennaio 2005 a Oberhof.
In carriera prese parte a un'edizione dei Giochi olimpici invernali, Torino 2006 (37° nella sprint, 38° nell'inseguimento, 35° nell'individuale), e a cinque dei Campionati mondiali, vincendo una medaglia.

## Palmarès

### Mondiali
- 1 medaglia:
  - 1 argento (staffetta mista[2] a Pyeongchang 2009)

### Mondiali juniores
- 1 medaglia:
  - 1 oro (staffetta a Pokljuka 1999)

### Coppa del Mondo
- Miglior piazzamento in classifica generale: 54º nel 2009
- 2 podi (entrambi a squadre), oltre a quello conquistato in sede iridata e valido anche ai fini della Coppa del Mondo:
  - 2 vittorie

#### Coppa del Mondo - vittorie
| Data           | Località           | Nazione  | Spec.                                                            |
| -------------- | ------------------ | -------- | ---------------------------------------------------------------- |
| 6 gennaio 2005 | Oberhof            | Germania | RL (con Björn Ferry, Mattias Nilsson e Carl Johan Bergman)       |
| 15 marzo 2009  | Vancouver Whistler | Canada   | RL (con Mattias Nilsson, Fredrik Lindström e Carl Johan Bergman) |

Legenda:

RL = staffetta